# Bilten Hrvatske demokratske i socijalne akcije
Bilten Hrvatske demokratske i socijalne akcije je bio hrvatski emigrantski list.
Bio je glasilom Hrvatske demokratske i socijalne akcije.
Izlazio je kao tromjesečnik u Rimu od 1961. do 1973., a izdavačem i urednikom mu je bio Ante Ciliga, inače politički tajnik te stranke.